# Садове (Лубенський район)
Садо́ве —  село в Україні, у Хорольській міській громаді Лубенського району Полтавської області. Населення становить 265 осіб. До 2020 орган місцевого самоврядування — Петрівська сільська рада.

## Географія
Село Садове знаходиться між селами Вишневе та Єньки. По селу протікає пересихаючий струмок з загатою. Поруч проходить автомобільна дорога Т 1716.

## Історія
12 червня 2020 року, відповідно до розпорядження Кабінету Міністрів України № 721-р «Про визначення адміністративних центрів та затвердження територій територіальних громад Полтавської області», село увійшло до складу Хорольської міської громади..
19 липня 2020 року, в результаті адміністративно - територіальної реформи та ліквідації Хорольського району, село увійшло до складу новоутвореного Лубенського району.